# Achaea obvia
Achaea obvia là một loài bướm đêm thuộc họ Erebidae. Nó được tìm thấy ở Châu Phi, bao gồm Malawi, Nigeria và Nam Phi.